# Seznam osebnosti iz Občine Litija
Seznam osebnosti iz Občine Litija vsebuje osebnosti, ki so se tu rodile, delovale ali umrle.

## Agronomija, kmetijstvo, veterina
- Ciril Jeglič, inženir agronomije, vrtnar, dendrolog, pisatelj (1897, Gabrovka – 1988, Radovljica)
- Anton Pevc, kmetijski strokovnjak (1885, Tlaka – 1967, Ivančna Gorica)
- Janez Batis, veterinar, mikrobiolog (1919, Konj – 2002, Ljubljana)
- Janko Žust, veterinar (1935, Litija)
- Fran Povše, kmetijski strokovnjak, politik (1845, Kresniške Poljane – 1916, Ljubljana)

## Gospodarstvo
- Anton Knaflič, tovarnar, ustanovitelj usnjarske industrije v Kamniku (1893, Litija – 1957, Kamnik)
- Alojzij Pregelj, prometni uradnik, organizator (1876, Kresniške Poljane – 1940, Litija)
- Jožef Dernovšek – Jože, gospodarstvenik, politik, častni občan Občine Litija (1936, Spodnji Log)
- Franc Gorenc, direktor, družbeni delavec (1914, Litija – 1981, Korzika, Francija)
- Mitja Hojak, inženir konfekcijske tehnologije, oblikovalec ročno izdelanih čevljev (1981, Ljubljana)
- Franci Lajovic, podjetnik, župan (1894, Ljubljana – 1975, Litija)
- Heirich (Henrik) Lebinger, lastnik trgovskega podjetja, trgovec (1860, ? – 1944, Litija)
- Jožef Mirtič – Jože, direktor Predilnice Litija, občinski svetnik, podžupan, častni občan Občine Litija (1932, Cegelnica – 2011, Litija)

## Humanistika, znanost
- Matija Hvale, tudi Matthie Qualle, Mathias Qualle, filozof, sholastik (1470, Vače – 1518, Dunaj, Avstrija)
- Tea Kolar-Jurkovšek, geologinja (1954, Litija)
- Viktor Petkovšek, botanik (1908, Litija – 1994, Ljubljana)
- Ludvik Bartelj, filozof, teolog, duhovnik (1913, Mirna Peč – 2006, Dole pri Litiji)
- France Bezlaj, tudi Inocenc Revaj, jezikoslovec etimolog in imenoslovec, univerzitetni profesor, akademik (1910, Litija – 1993, Ljubljana)
- Bernardka Lesjak Skrt – Nada, avtorica priročnikov, ilustratorka, logopedinja, surdopedagoginja (1954, Litija – 2014, Podsabotin)
- Marija Tomšič,  avtorica učbenikov, visokošolska profesorica (1956, Kresniški Vrh)
- Joža Ocepek, bibliotekarka, direktorica splošne Knjižnice Litija, ljubiteljska slikarka (1949, Vače)

## Kultura, umetnost

### Arhitektura
- Mirko Mrva, arhitekt (1932, Vače – 1993, Ljubljana)
- Jan Poglajen, arhitekt, pesnik (1986, Ljubljana)

### Film, gledališče
- Metod Badjura, filmski scenarist, režiser in snemalec (1896, Litija – 1971, Ljubljana)
- Nace Simončič, gledališki igralec, lutkovni umetnik, režiser (1918, Litija – 2001, Ljubljana)
- Anja Novak, dramska igralka, pesnica (1991, Ljubljana)

### Fotografija
- Milan (Emil) Amon, ljubiteljski fotograf, publicist (1947, Celje)
- Ivan Esenko, fotograf, ornitolog, pisec naravoslovnih knjig in člankov, urednik (1957, Ljubljana)
- Manca Juvan (Hessabi), fotografinja, popotnica (1981, Ljubljana)
- Joža Jamšek – Joca, fotografinja, glasbenica, grafična oblikovalka, umetniška ustvarjalka (1963)

### Glasba
- Anton Lajovic, skladatelj, sodnik (1878, Vače – 1960, Ljubljana)
- Ivan Bajde, glasbeni izumitelj (1855, Hotič – 1920, Ljubljana)
- Franc Žibert, harmonikar (1951, Litija)
- Ivan Repovš, glasbenik, glasbeni pedagog (1895, Stranski Vrh – 1973, Ljubljana)
- Carlos Kleiber, dirigent (1930, Berlin, Nemčija – 2004, Konjšica)
- Peter Jereb, skladatelj, organist (1868, Cerkno na Goriškem – 1951, Litija)

### Kiparstvo
- Janko Baumkircher, kipar (1936, Litija – 2001, Litija)
- Metoda Maj, roj. Lesjak, kiparka, psihologinja (1964, Litija)
- Zlatko Rudolf, kipar (1952, Litija)

### Književnost
- Joško Oven, pisatelj, prevajalec (1980, Gabrovka – 1947, Chicago, ZDA)
- Fran Celestin, pisatelj, literarni kritik, literarni zgodovinar (1843, Klenik – 1895, Zagreb, Hrvaška)
- Nada Matičič, tudi Nada Marija Matičič, pisateljica (1922, Litija – 2004, Ljubljana)
- Jože Sevljak, pesnik, pisatelj, učitelj, ravnatelj (1942, Klanec nad Vačami)
- Veno Taufer, esejist, literarni kritik, pesnik, prevajalec, teatrolog, urednik (1933, Ljubljana)
- Joža Gombač, roj. Prijatelj, pisateljica, računovodkinja (1935, Dobruška vas)
- Darinka Kobal, pisateljica, učiteljica (1946, Ljubljana)

### Ples
- Stanislava Kleiber, roj. Brezovar, balerina (1937, Zagorje ob Savi – 2003, ?)
- Amir Alibabić-Vihor, plesalec, športnik-invalid (1995, Ljubljana)
- Tadej Premk, plesalec, samostojni podjetnik (1991, Ljubljana)
- Katjuša Premk – Tjuša, plesalka, trenerka plesa (1994, Ljubljana)

### Slikarstvo
- Rudolf Ernst Marčić, slikar (1882, Litija – 1960, Lovran, Hrvaška)
- Marija Smolej, roj. Vozelj, slikarka, pesnica, likovna delovna terapevtka, modna oblikovalka (1942, Primskovo)
- Mira Pregelj, slikarka (1905, Ljubljana – 1966, Ljubljana)

## Politika
- Marjan Rekar, politik, gospodarstvenik (1953, Kresniške Poljane)
- Wilhelm Wakonigg, diplomat, podjetnik (1875, Litija – 1936, Zamudio, Španija)
- Janez Lukač, pravnik, politik, vodja Vladne komisije (1931, Sava pri Litiji  – 2013, Ljubljana)
- Božidar Fink, izseljenski politik, pevec, pravnik, publicist (1920, Litija – 2013, Buenos Aires, Argentina)

## Pravo, zavarovalništvo
- Janko Vrančič, zavarovalniški strokovnjak, pravnik (1889, Litija – 1959, Ljubljana)
- Alojzij Juvan, pravnik, politik (1886, Vače – 1960, Maribor)
- Franc Višnikar, pravnik, sodnik (1848, Brezovo – 1914, Ljubljana)
- Henrik Steska, pravnik (1880, Litija – 1960, Ljubljana)
- Luka Svetec, pravnik, politik, pisatelj, jezikoslovec (1826, Podgorje – 1921, Litija)
- Anton Pace, pravnik, prevajalec (1851, Gabrska Gora – 1923, Dunaj, Avstrija)
- Franc Višnikar, pravnik (1848, Brezovo – 1914, Ljubljana)

## Religija
- Valentin Benedik, duhovnik (1907, Šmarjetna Gora – 1989, Vače)
- Matevž Ravnikar, duhovnik, nabožni pisatelj, reformator slovenske proze, škof (1776, Vače – 1845, Trst, Italija)

## Šolstvo
- Etbin Bojc, profesor, publicist (1906, Vače – 1975, Ljubljana)
- Jernej Ravnikar, šolnik (1856, Vače – 1920, Krško)
- Albin Lajovic, šolnik (1890, Ribče – ?)
- Franc Peruzzi, učitelj (1824,  Brezovica pri Ljubljani – 1899, Vače)
- Anton Kunšič, šolnik, glasbenik, skladatelj (1839,  Zgornje Gorje – 1878, Litija)
- Vladimir Garantini, učitelj, umetniški ustvarjalec (1941, Sava)
- Ivan Godec, učitelj, kulturni in družbeno politični delavec, občinski svetnik, publicist (1942, Golišče – 2011, Litija)
- Helena Hauptman, predavateljica, kustosinja (1962, Ljubljana)
- Franja Potokar, roj. Kunstrle, vzgojiteljica, ustanoviteljica otroškega vrtca v Litiji (1904, Podbrdo – 1989, Litija)

## Šport
- Milan Borišek, jadralni pilot, učitelj letenja (1920, Litija – 1950, Vršac, Srbija)
- Rudolf Badjura, prvi slovenski učitelj smučanja, organizator planinstva, potopisec (1881, Litija – 1963, Ljubljana)
- Gregor Bajde, nogometaš (1994, Spodnji Hotič)
- Nik Razboršek, teniški igralec (1993, Ljubljana)
- Andrej Cirar, gorski vodnik, markacist, planinec (1936, Klenik – 2013, Trbovlje)
- Dušan Hauptman, košarkar, magister managementa izobraževanja, profesor športne vzgoje, športnik (1960, Ljubljana)
- Albin Jesenšek, planinec, društveni delavec, lovec, župan (1922, Litija – 2011, Šmartno pri Litiji)
- Hinko Lebinger, planinec, kulturni delavec, poslanec, župan (1894, Litija – 1980, Litija)
- Hinko Lebinger ml., planinec, športnik, učitelj (1921, Litija – 2001, Litija)
- Jože Prelogar, nogometaš, skavt talentov, trener (1959, Ljubljana)

## Vojska
- Jože Borštnar, partizan, politični komisar, politik, sodnik, prvoborec, narodni heroj (1915, Gabrovka – 1992, Ljubljana)
- Franc Poglajen - Kranjc, partizan, general, prvoborec, narodni heroj (1916, Litija – 1999, Ljubljana)
- Karel Marčič, generalpodpolkovnik, geodet, borec za severno mejo, partizan (1891, Litija – 1972, Ljubljana)
- Jože Štok, vojaški poveljnik (1924, Tenetiše – 2011, Ljubljana)
- Tone Koprivnikar, partizan, politični komisar, politik, direktor (1923, Breg pri Litiji – 1974, Gozd Martuljek)
- Lojze Hohkraut, narodni heroj, komunist (1901, Bukovca – 1942, Cvetež pri Vačah)

## Zdravstvo
- Franc Lebinger, zdravnik, lovec (1903, Litija – 2000, Litija)

## Drugo
- Janez Grilc, najditelj Vaške situle, ljubitelj starin in izkopanin (1860, Vače – 1931, Vače)

## Osebnosti od drugod
- Marko Jelnikar, vrtnar, avtor knjig o vrtnarstvu; njegova družina je prihajala iz Gradca pri Litiji, v Litiji je uredil več javnih vrtov (1928, Sisak, Hrvaška – 2009, Radovljica)
- Rudolf Kavčič, gradbeni inženir; sodeloval je pri gradnji proge Zidani most – Litija (1885, Ljubljana – ?)
- Fran Potočnik, inženir, publicist, politik; bil je župan in častni občan Občine Litija (1811, Kropa – 1892, Gorica, Italija)
- Milka Badjura, roj. Kunstler, montažerka, režiserka; žena Metoda Badjure, delovala je na območju Litije (1902, Ljubljana – 1992, Ljubljana)
- Leopold Kernc, glasbenik, slikar, učitelj; kot učitelj je na litijski nižji gimnaziji poučeval glasbo in risanje, kot slikar je naslikal nekaj slik Litije (1892, Gornji Logatec – 1981, Ljubljana)
- Mirsad Begić, kipar; pred športno dvorano v Litiji stoji njegova bronasta skulptura čolnarja (1953, Glamoč, Bosna in Hercegovina)
- Fran Podkrajšek, pisatelj; zaposlil se je pri Južni železnici in služboval tudi v Litiji (1852, Ljubljana – 1916, Ljubljana)
- Ivo Zorman, pisatelj, učitelj; kot učitelj in ravnatelj je služboval v Osnovni šoli Litija (1926, Gora pri Komendi – 2009, Kamnik)
- Anton Funtek, pisatelj, prevajalec, učitelj; kot učitelj je služboval v Litiji (1862, Ljubljana – 1932, Ljubljana)
- Andrej Rovšek starejši, podobar; naredil je prižnice in okvirje za križev pot za cerkev v Litiji (1836, Ljubljana – 1903, Gabrje pod Limbarsko Goro)
- Gvidon Birolla, ilustrator, karikaturist, slikar; v Kresnicah je vodil apnenico (1881, Trst, Italija – 1963, Ljubljana)
- Fran Eller, pravnik, pesnik, pedagoški delavec; služboval je pri raznih davčnih oblastvih na Kranjskem, tudi v Litiji (1873, Marija na Zilji – 1956, Ljubljana)
- Bonaventura Herga, tudi Bonaventura Ignacij Herga, duhovnik; v času 2. svetovne vojne je pomagal reševati ljudi iz okolice Litije (1907, Desternik – 1944, Mamolj, Polšnik)
- Josip Cepuder, šolnik; služboval je kot nadučitelj in spodbujal začetke glasbenega in društvenega življenja v Litiji (1854, Škocjan – 1949, Ljubljana)
- Jože Župančič, učitelj, publicist; kot učitelj je služboval v Litiji in sodeloval pri prosvetnih prireditvah (1900, Novo mesto – 1970, Ljubljana)
- Bernard Andoljšek, nadučitelj; kot nadučitelj in šolski upravitelj je služboval v Litiji, bil je predsednik Pevskega društva Lipa (1865, Jurjevica – 1936, Ljubljana)
- Jožef Balant, duhovnik, škof, šolski organizator; kot kaplan je služboval v Kresnicah (1763, Jurjevica – 1834 Gorica)
- Ludvik Grilc, slikar; za cerkev v Litiji je naslikal dve banderi: sv. Florjan in sv. Miklavž (1851, Idrija – 1910, Ljubljana)
- Stefan Joksimović, karateist, športnik; bil je član karate kluba v Litiji, kjer je leta 2007 postal državni prvak (1998, Ljubljana)
- Anton Masnik, dekan, duhovnik; kot župnik je služboval v Litiji, kjer je leta 1998 pričel z gradnjo nove cerkve sv. Nikolaja (1927, Rakek – 2020, Ljubljana)
- Anton Medved, dramatik, duhovnik, pesnik; služboval je na Vačah in Konjšici (1869, Kamnik – 1910, Turjak)
- Marjan Oblak, planinec, pravnik; bil je dolgoletni predsednik Planinskega društva Litija, imel je zasluge pri ustanovitvi mladinskega odseka (1926, Škofja Loka – 2008, Medvode)
- Viktor Parma, dirigent, skladatelj, pravnik; kot pravnik je deloval na glavarstvu v Litiji in pomembno vplival na družbeno in kulturno dogajanje (1858, Trst, Italija – 1924, Maribor)
- Jernej Pečnik, arheolog; izkopaval je na območju Litije (1835, Cesta – 1914, Ljubljana)
- Makso Pirnik, glasbeni pedagog, skladatelj, zborovodja; z litijskim mladinskim pevskim zborom je leta 1934 nastopil na prvem festivalu mladinske zborovske glasbe v Ljubljani in zaslovel kot odličen mladinski zborovodja (1902, Preloge pri Konjicah – 1993, Šempeter pri Gorici)
- Mitja Ribičič (Ciril), politik; častni občan Občine Litija, naziv prejel za zasluge pri organiziranju narodnoosvobodilnega gibanja na litijskem in širšem območju (1919, Trst, Italija – 2013, Ljubljana)
- Drago Rostohar, sadjar, učitelj; kot šolski upravitelj je služboval v Litiji, organiziral je delovanje šole in uredil šolski pouk ter organiziral tudi vrtec in strokovno nadaljevalno šolo, organiziral je razne tečaje (1886, Gornje Pijavško – 1950,  Ljubljana)
- Avgust Špat, inženir, turistični, športni in kulturni delavec; v Litiji je deloval na področju občinskega gospodarstva, gradbeništva, komunale, turizma in športa (1910, Sevnica – 1989, Ljubljana)
- Hugon Turk, publicist, veterinar; kot veterinar je služboval v Litiji (1870, Šentvid pri Stični – 1956, Ljubljana)
- Mihael Vahen, učitelj, zborovodja; kot učitelj je služboval v Jevnici, vodil je krajevne in šolske zbore (1910, Ljubljana – 1984, Ljubljana)
- Josip Verbič, čebelar, učitelj; kot učitelj je služboval v Litiji (1869, Borovnica – 1948, Ljubljana)
- Anton Maier, šolnik; deloval je kot šolski nadzornik za litijski šolski okraj (1859, Vrhnika – 1943, Ljubljana)
- Karel Pleško, pravnik; bil je imenovan za aktuarja v Litiji, v Litiji je opravljal sodno službo (1834, Ljubljana – 1899, Ljubljana)
- Ljudevit Stiasny, šolnik, pedagoški pisec, potopisec; kot nadučitelj je deloval v Litiji (1862, Tržič – 1936, Slovenj Gradec)
- Aleksander Tornquist, geolog, paleontolog; v svinčevem rudniku pri Litiji in v njegovi širši okolici je raziskal mineralno-petrografske in geološke razmere (1868, Hamburg, Nemčija – 1944, Gradec, Avstrija)
- Fran Levstik, pesnik, pisatelj, dramatik, kritik, jezikoslovec; napisal je literarni potopis Popotovanje iz Litije do Čateža (1831, Dolnje Retje – 1887, Ljubljana)
- Niko (Nikolaj) Prestor, slikar, učitelj; kot učitelj je služboval v litijski občini, bil je med organizatorji kulturnega življenja, kot slikar je upodobil veliko motivov iz okolice Litije (1899, Gorenjska ? – 1978, ?)
- Jože Šmit, pesnik, prevajalec, urednik, novinar; pokopan je v Litiji (1922, Tlake – 2004, Ljubljana)
- Jože Plečnik, arhitekt; v Litiji stoji njegov spomenik žrtvam druge svetovne vojne (1872, Ljubljana – 1957, Ljubljana)
- Jože Javoršek, pisatelj, pesnik, dramatik, esejist, polemik, kritik, prevajalec; napisal je roman Črna krizantema o pisateljevem fantazijskem potovanju iz Čateža do Litije v spremstvu oseb iz Levstikove pripovedi Popotovanje iz Litije do Čateža (1920, Velike Lašče – 1990, Ljubljana)